# Константин Кардаменис
Константин (на гръцки: Κωνσταντίνος, Константинос) е гръцки духовник, митрополит на Цариградската патриаршия.

## Биография
Роден е като Василиос Кардаменис (Βασίλειος Καρδαμένης) в 1910 година в Цариград. През октомври 1931 година е ръкоположен за дякон, а в 1936 година - за презвитер. В 1932 година завършва Халкинската семинария. До 1933 година служи като дякон в епархията на Принцовите острови, а до 1934 година - в Халкидонската епархия. Служи като проповедник в Сярската митрополия. През март 1936 година става архимандрит. По време на българската окупация през Втората световна война последва митрополит Константин Менгрелис в Нигрита. На 22 април 1956 година е избран за митрополит на Митимнийската епархия. На 16 ноември 1965 година е преместен на катедрата в Сяр, която заема до смъртта си в 1984 година. Погребан е в катедралния храм „Свети Архангели“. Името му носи улица в Сяр.